# Müggelspree-Müggelsee
Müggelspree-Müggelsee este o arie protejată (arie specială de conservare — SAC, sit de importanță comunitară — SCI) din Germania întinsă pe o suprafață de 1.731,23 ha, integral pe uscat.

## Localizare
Centrul sitului Müggelspree-Müggelsee este situat la coordonatele 52°25′30″N 13°41′00″E / 52.425°N 13.6833°E.

## Înființare
Situl Müggelspree-Müggelsee a fost declarat sit de importanță comunitară în mai 2004 pentru a proteja 22 de specii de animale. Situl a fost protejat și ca arie specială de conservare în mai 2018.

## Biodiversitate
Situată în ecoregiunea continentală, aria protejată conține 9 habitate naturale: Lacuri eutrofice naturale cu vegetație de tip Magnopotamion sau Hydrocharition, Cursuri de apă de la nivel de câmpie la nivel montan, cu vegetație Ranunculion fluitantis și Callitricho-Batrachion, Pajiști calcaroase din nisipuri xerice, Liziere de ierburi înalte hidrofile de câmpie și de nivel montan până la alpin, Mlaștini turboase de tranziție și turbării mișcătoare, Păduri de stejar sau de stejar și carpen sub-atlantice și medio-europene de Carpinion betuli, Păduri acidofile de stejar bătrân cu Quercus robur pe câmpii nisipoase, Mlaștini împădurite, Păduri aluvionare cu Alnus glutinosa și Fraxinus excelsior (Alno-Padion, Alnion incanae, Salicion albae).
La baza desemnării sitului se află mai multe specii protejate:
- păsări (12): lăcar mare (Acrocephalus arundinaceus), lăcar-de-rogoz (Acrocephalus schoenobaenus), fâsă de luncă (Anthus pratensis), rață-cu-cap-castaniu (Aythya ferina), rața moțată (Aythya fuligula), becațină comună (Gallinago gallinago), codalb (Haliaeetus albicilla), Larus argentatus, pescăruș sur (Larus canus), pescăruș râzător (Larus ridibundus), mărăcinar (Saxicola rubetra), nagâț (Vanellus vanellus)
- amfibieni (1): triton cu creastă (Triturus cristatus)
- mamifere (2): castor (Castor fiber), vidră de râu (Lutra lutra)
- nevertebrate (3): fluturele purpuriu (Lycaena dispar), Vertigo angustior, Vertigo moulinsiana
- pești (4): avat (Aspius aspius), zvârluga (Cobitis taenia), țipar (Misgurnus fossilis), boarță (Rhodeus sericeus amarus)

Pe lângă speciile protejate, pe teritoriul sitului au mai fost identificate 2 specii de plante, 2 specii de amfibieni, 2 specii de mamifere, 4 specii de nevertebrate, 1 specie de reptile.